# Kolumbia a 2016. évi nyári olimpiai játékokon
Kolumbia a brazíliai Rio de Janeiróban megrendezett 2016. évi nyári olimpiai játékok egyik részt vevő nemzete volt. Az országot az olimpián 21 sportágban 143 sportoló képviselte, akik összesen 8 érmet szereztek.

## Érmesek
| Érem  | Versenyző            | Sportág      | Versenyszám     |
| ----- | -------------------- | ------------ | --------------- |
| Arany | Caterine Ibargüén    | Atlétika     | Női hármasugrás |
| Arany | Mariana Pajón        | Kerékpározás | Női BMX         |
| Arany | Óscar Figueroa       | Súlyemelés   | Férfi 62 kg     |
| Ezüst | Yuri Alvear          | Cselgáncs    | Női középsúly   |
| Ezüst | Yuberjén Martínez    | Ökölvívás    | Férfi papírsúly |
| Bronz | Carlos Ramírez       | Kerékpározás | Férfi BMX       |
| Bronz | Ingrit Valencia      | Ökölvívás    | Női légsúly     |
| Bronz | Luis Javier Mosquera | Súlyemelés   | Férfi 69 kg     |

## Asztalitenisz
Női
| Versenyző  | Versenyszám | Selejtező         | 64-es főtábla                                   | 48-as főtábla     | 32-es főtábla     | Nyolcaddöntő      | Negyeddöntő       | Elődöntő          | Döntő             | Helyezés |
| Versenyző  | Versenyszám | Ellenfél Eredmény | Ellenfél Eredmény                               | Ellenfél Eredmény | Ellenfél Eredmény | Ellenfél Eredmény | Ellenfél Eredmény | Ellenfél Eredmény | Ellenfél Eredmény | Helyezés |
| ---------- | ----------- | ----------------- | ----------------------------------------------- | ----------------- | ----------------- | ----------------- | ----------------- | ----------------- | ----------------- | -------- |
| Lady Ruano | Egyes       | erőnyerő          | Iveta Vacenovská (CZE) · 8–11, 2–11, 7–11, 8–11 | kiesett           | kiesett           | kiesett           | kiesett           | kiesett           | kiesett           | 49.      |

## Atlétika
Férfi
| Versenyző                                                  | Versenyszám     | Előfutam | Előfutam | Előfutam | Elődöntő | Elődöntő | Elődöntő | Döntő         | Döntő         |
| Versenyző                                                  | Versenyszám     | Idő      | Hely.    | Össz.    | Idő      | Hely.    | Össz.    | Idő           | Helyezés      |
| ---------------------------------------------------------- | --------------- | -------- | -------- | -------- | -------- | -------- | -------- | ------------- | ------------- |
| Bernardo Baloyes                                           | 200 m           | 20,78    | 8.       | 58.**    | kiesett  | kiesett  | kiesett  | kiesett       | kiesett       |
| Diego Palomeque                                            | 400 m           | 46,48    | 6.       | 39.      | kiesett  | kiesett  | kiesett  | kiesett       | kiesett       |
| Rafith Rodríguez                                           | 800 m           | 1:46,65  | 5.       | 17.      | kiesett  | kiesett  | kiesett  | kiesett       | kiesett       |
| Yeison Rivas                                               | 110 m gát       | 13,87    | 2.       | 34.      | kiesett  | kiesett  | kiesett  | kiesett       | kiesett       |
| Diego Colorado                                             | Maraton         |          |          |          |          |          |          | 2:31:20       | 125.          |
| Gerard Giraldo                                             | Maraton         |          |          |          |          |          |          | 2:23:48       | 88.           |
| Andrés Ruiz                                                | Maraton         |          |          |          |          |          |          | 2:22:09       | 79.           |
| Éider Arévalo                                              | 20 km gyaloglás |          |          |          |          |          |          | 1:21:36       | 15.           |
| Luis Fernando López                                        | 20 km gyaloglás |          |          |          |          |          |          | 1:22:32       | 29.           |
| Manuel Esteban Soto                                        | 20 km gyaloglás |          |          |          |          |          |          | 1:20:36       | 9.            |
| Jorge Armando Ruiz                                         | 50 km gyaloglás |          |          |          |          |          |          | 3:51:42       | 17.           |
| José Leonardo Montaña                                      | 50 km gyaloglás |          |          |          |          |          |          | nem ért célba | nem ért célba |
| James Rendón                                               | 50 km gyaloglás |          |          |          |          |          |          | kizárták      | kizárták      |
| Anthony Zambrano Diego Palomeque Carlos Lemos Jhon Perlaza | 4 × 400 m váltó | 3:01,84  | 6.       | 11.      |          |          |          | kiesett       | kiesett       |

| Versenyző       | Versenyszám   | Selejtező | Selejtező | Döntő    | Döntő    |
| Versenyző       | Versenyszám   | Eredmény  | Helyezés  | Eredmény | Helyezés |
| --------------- | ------------- | --------- | --------- | -------- | -------- |
| Jhon Murillo    | Hármasugrás   | 16,78 m   | 8.        | 17,09 m  | 5.       |
| Mauricio Ortega | Diszkoszvetés | 61,62 m   | 18.       | kiesett  | kiesett  |

Női
| Versenyző         | Versenyszám     | Selejtező | Selejtező | Selejtező | Előfutam | Előfutam | Előfutam | Elődöntő | Elődöntő | Elődöntő | Döntő         | Döntő         |
| Versenyző         | Versenyszám     | Idő       | Hely.     | Össz.     | Idő      | Hely.    | Össz.    | Idő      | Hely.    | Össz.    | Idő           | Helyezés      |
| ----------------- | --------------- | --------- | --------- | --------- | -------- | -------- | -------- | -------- | -------- | -------- | ------------- | ------------- |
| Eliecith Palacios | 100 m           | kiemelt   | kiemelt   | kiemelt   | 11,48    | 5.       | 33.**    | kiesett  | kiesett  | kiesett  | kiesett       | kiesett       |
| Evelin Rivera     | 100 m           | kiemelt   | kiemelt   | kiemelt   | 11,59    | 6.       | 43.*     | kiesett  | kiesett  | kiesett  | kiesett       | kiesett       |
| Muriel Coneo      | 1500 m          |           |           |           | 4:09,50  | 10.      | 20.      | kiesett  | kiesett  | kiesett  | kiesett       | kiesett       |
| Brigitte Merlano  | 100 m gát       |           |           |           | 13,09    | 5.       | 30.**    | kiesett  | kiesett  | kiesett  | kiesett       | kiesett       |
| Érika Abril       | Maraton         |           |           |           |          |          |          |          |          |          | 2:44:05       | 73.           |
| Kellys Arias      | Maraton         |           |           |           |          |          |          |          |          |          | nem ért célba | nem ért célba |
| Angie Orjuela     | Maraton         |           |           |           |          |          |          |          |          |          | 2:37:05       | 43.           |
| Sandra Arenas     | 20 km gyaloglás |           |           |           |          |          |          |          |          |          | 1:35:40       | 32.           |
| Yeseida Carrillo  | 20 km gyaloglás |           |           |           |          |          |          |          |          |          | 1:36:28       | 38.           |
| Sandra Galvis     | 20 km gyaloglás |           |           |           |          |          |          |          |          |          | nem ért célba | nem ért célba |

| Versenyző         | Versenyszám   | Selejtező | Selejtező | Döntő    | Döntő    |
| Versenyző         | Versenyszám   | Eredmény  | Helyezés  | Eredmény | Helyezés |
| ----------------- | ------------- | --------- | --------- | -------- | -------- |
| Caterina Ibargüen | Hármasugrás   | 14,52 m   | 1.        | 15,17 m  |          |
| Yosiry Urrutia    | Hármasugrás   | 13,95 m   | 20.       | kiesett  | kiesett  |
| Sandra Lemus      | Súlylökés     | 16,46 m   | 31.       | kiesett  | kiesett  |
| Flor Ruíz         | Gerelyhajítás | 62,32 m   | 9.        | 61,54 m  | 9.       |

| Versenyző      | Versenyszám | 100 m gát | 100 m gát | Magasugrás | Magasugrás | Súlylökés | Súlylökés | 200 m | 200 m | Távolugrás | Távolugrás | Gerelyhajítás | Gerelyhajítás | 800 m   | 800 m | Végeredmény | Végeredmény |
| Versenyző      | Versenyszám | Idő       | Pont      | Eredmény   | Pont       | Eredmény  | Pont      | Idő   | Pont  | Eredmény   | Pont       | Eredmény      | Pont          | Idő     | Pont  | Pont        | Helyezés    |
| -------------- | ----------- | --------- | --------- | ---------- | ---------- | --------- | --------- | ----- | ----- | ---------- | ---------- | ------------- | ------------- | ------- | ----- | ----------- | ----------- |
| Evelis Aguilar | Hétpróba    | 13,84     | 1001      | 174 cm     | 903        | 13,60 m   | 767       | 24,12 | 969   | 623 cm     | 921        | 46,90 m       | 800           | 2:14,32 | 902   | 6263        | 15.         |

* - egy másik versenyzővel azonos eredményt ért el

** - két másik versenyzővel azonos eredményt ért el

## Birkózás

### Férfi
Kötöttfogású
| Versenyző    | Versenyszám | Selejtező                             | Nyolcaddöntő      | Negyeddöntő       | Elődöntő          | Vigaszág első kör | Vigaszág elődöntő | Bronz- mérkőzés   | Döntő             | Helyezés |
| Versenyző    | Versenyszám | Ellenfél Eredmény                     | Ellenfél Eredmény | Ellenfél Eredmény | Ellenfél Eredmény | Ellenfél Eredmény | Ellenfél Eredmény | Ellenfél Eredmény | Ellenfél Eredmény | Helyezés |
| ------------ | ----------- | ------------------------------------- | ----------------- | ----------------- | ----------------- | ----------------- | ----------------- | ----------------- | ----------------- | -------- |
| Carlos Muñoz | 75 kg       | Bácsi Péter (HUN) · 0–9 technikai tus | kiesett           | kiesett           | kiesett           | kiesett           | kiesett           | kiesett           | kiesett           | 20.      |

Szabadfogású
| Versenyző        | Versenyszám | Selejtező         | Nyolcaddöntő                  | Negyeddöntő       | Elődöntő          | Vigaszág első kör | Vigaszág elődöntő | Bronz- mérkőzés   | Döntő             | Helyezés |
| Versenyző        | Versenyszám | Ellenfél Eredmény | Ellenfél Eredmény             | Ellenfél Eredmény | Ellenfél Eredmény | Ellenfél Eredmény | Ellenfél Eredmény | Ellenfél Eredmény | Ellenfél Eredmény | Helyezés |
| ---------------- | ----------- | ----------------- | ----------------------------- | ----------------- | ----------------- | ----------------- | ----------------- | ----------------- | ----------------- | -------- |
| Carlos Izquierdo | 74 kg       | erőnyerő          | Cəbrayıl Həsənov (AZE) · 0–10 | kiesett           | kiesett           | kiesett           | kiesett           | kiesett           | kiesett           | 18.      |

### Női
Szabadfogású
| Versenyző          | Versenyszám | Selejtező         | Nyolcaddöntő                             | Negyeddöntő                 | Elődöntő          | Vigaszág első kör | Vigaszág elődöntő | Bronz- mérkőzés   | Döntő             | Helyezés |
| Versenyző          | Versenyszám | Ellenfél Eredmény | Ellenfél Eredmény                        | Ellenfél Eredmény           | Ellenfél Eredmény | Ellenfél Eredmény | Ellenfél Eredmény | Ellenfél Eredmény | Ellenfél Eredmény | Helyezés |
| ------------------ | ----------- | ----------------- | ---------------------------------------- | --------------------------- | ----------------- | ----------------- | ----------------- | ----------------- | ----------------- | -------- |
| Carolina Castillo  | 48 kg       | erőnyerő          | Chov Sotheara (CAM) · 10–0               | Elica Jankova (BUL) · 2–3   | kiesett           | kiesett           | kiesett           | kiesett           | kiesett           | 8.       |
| Jackeline Rentería | 58 kg       | erőnyerő          | Yanet Sovero (PER) · kétvállas 6–2       | Yuliya Ratkeviç (AZE) · 3–7 | kiesett           | kiesett           | kiesett           | kiesett           | kiesett           | 8.       |
| Andrea Olaya       | 75 kg       | erőnyerő          | Adeline Maria Gray (USA) · 0–4 kétvállas | kiesett                     | kiesett           | kiesett           | kiesett           | kiesett           | kiesett           | 15.      |

## Cselgáncs
Női
| Versenyző      | Versenyszám | Selejtező                          | Nyolcaddöntő                      | Negyeddöntő                          | Elődöntő                           | Vigaszág elődöntő | Bronz- mérkőzés   | Döntő                                  | Helyezés |
| Versenyző      | Versenyszám | Ellenfél Eredmény                  | Ellenfél Eredmény                 | Ellenfél Eredmény                    | Ellenfél Eredmény                  | Ellenfél Eredmény | Ellenfél Eredmény | Ellenfél Eredmény                      | Helyezés |
| -------------- | ----------- | ---------------------------------- | --------------------------------- | ------------------------------------ | ---------------------------------- | ----------------- | ----------------- | -------------------------------------- | -------- |
| Yadinis Amarís | Könnyűsúly  | Nora Gjakova (KOS) · 000(2)–100(0) | kiesett                           | kiesett                              | kiesett                            |                   |                   |                                        | 17.      |
| Yuri Alvear    | Középsúly   | erőnyerő                           | María Pérez (PUR) · 000(2)-000(3) | María Bernabéu (ESP) · 100(0)-000(0) | Sally Conway (GBR) · 010(0)-000(0) |                   |                   | Tacsimoto Haruka (JPN) · 000(0)–100(1) |          |

## Golf
| Versenyző   | Versenyszám | 1. forduló | 1. forduló | 2. forduló | 2. forduló | 3. forduló | 3. forduló | 4. forduló | 4. forduló | Összesen | Összesen | Összesen |
| Versenyző   | Versenyszám | Pont       | Par        | Pont       | Par        | Pont       | Par        | Pont       | Par        | Pontszám | Par      | Helyezés |
| ----------- | ----------- | ---------- | ---------- | ---------- | ---------- | ---------- | ---------- | ---------- | ---------- | -------- | -------- | -------- |
| María Uribe | Női egyéni  | 70         | −1         | 71         | 0          | 74         | +3         | 66         | −5         | 281      | −3       | 19.      |

## Íjászat
Férfi
| Versenyző   | Versenyszám | Selejtező | Selejtező | 64-es főtábla                          | 32-es főtábla     | Nyolcaddöntő      | Negyeddöntő       | Elődöntő          | Döntő             | Helyezés |
| Versenyző   | Versenyszám | Pont      | Kiemelés  | Ellenfél Eredmény                      | Ellenfél Eredmény | Ellenfél Eredmény | Ellenfél Eredmény | Ellenfél Eredmény | Ellenfél Eredmény | Helyezés |
| ----------- | ----------- | --------- | --------- | -------------------------------------- | ----------------- | ----------------- | ----------------- | ----------------- | ----------------- | -------- |
| Andrés Pila | Egyéni      | 654       | 43.       | Mohamad Khairul Anuar (MAS)(22.) · 0-6 | kiesett           | kiesett           | kiesett           | kiesett           | kiesett           | 33.      |

Női
| Versenyző                                         | Versenyszám | Selejtező | Selejtező | 64-es főtábla                        | 32-es főtábla     | Nyolcaddöntő                                                            | Negyeddöntő       | Elődöntő          | Döntő             | Helyezés |
| Versenyző                                         | Versenyszám | Pont      | Kiemelés  | Ellenfél Eredmény                    | Ellenfél Eredmény | Ellenfél Eredmény                                                       | Ellenfél Eredmény | Ellenfél Eredmény | Ellenfél Eredmény | Helyezés |
| ------------------------------------------------- | ----------- | --------- | --------- | ------------------------------------ | ----------------- | ----------------------------------------------------------------------- | ----------------- | ----------------- | ----------------- | -------- |
| Carolina Aguirre                                  | Egyéni      | 605       | 52.       | Guendalina Sartori (ITA)(13.) · 0-6  | kiesett           | kiesett                                                                 | kiesett           | kiesett           | kiesett           | 33.      |
| Ana María Rendón                                  | Egyéni      | 641       | 18.       | Christine Bjerendal (SWE)(47.) · 2-6 | kiesett           | kiesett                                                                 | kiesett           | kiesett           | kiesett           | 33.      |
| Natalia Sánchez                                   | Egyéni      | 609       | 48.       | Kszenyija Perova (RUS)(17.) · 4-6    | kiesett           | kiesett                                                                 | kiesett           | kiesett           | kiesett           | 33.      |
| Carolina Aguirre Ana María Rendón Natalia Sánchez | Csapat      | 1855      | 10.       |                                      |                   | India (IND) · Laisrám Dévi · Dipika Kumári · Laxmirani Majhi (7.) · 3–5 | kiesett           | kiesett           | kiesett           | 9.       |

## Kerékpározás

### BMX
| Versenyző      | Versenyszám | Selejtező | Selejtező | Negyeddöntő | Negyeddöntő | Elődöntő | Elődöntő | Döntő   | Döntő    | Helyezés |
| Versenyző      | Versenyszám | Idő       | Helyezés  | Pont        | Helyezés    | Pont     | Helyezés | Idő     | Helyezés | Helyezés |
| -------------- | ----------- | --------- | --------- | ----------- | ----------- | -------- | -------- | ------- | -------- | -------- |
| Carlos Oquendo | Férfi       | 35,341    | 14.       | 9           | 2.          | 14       | 6.       | kiesett | kiesett  | 11.      |
| Carlos Ramírez | Férfi       | 35,423    | 19.       | 11          | 4.          | 11       | 3.       | 35,517  | 3.       |          |
| Mariana Pajón  | Női         | 34,508    | 1.        |             |             | 3        | 1.       | 34,093  | 1.       |          |

### Hegyi-kerékpározás
| Versenyző        | Versenyszám        | Idő     | Helyezés |
| ---------------- | ------------------ | ------- | -------- |
| Jhonnatan Botero | Férfi terepverseny | 1:35:44 | 5.       |

### Országúti kerékpározás
Férfi
| Versenyző          | Versenyszám   | Idő             | Helyezés      |
| ------------------ | ------------- | --------------- | ------------- |
| Miguel Ángel López | Mezőnyverseny | nem ért célba   | nem ért célba |
| Esteban Chaves     | Mezőnyverseny | 6:13:39 (+3:34) | 21.           |
| Sergio Luis Henao  | Mezőnyverseny | nem ért célba   | nem ért célba |
| Jarlinson Pantano  | Mezőnyverseny | nem ért célba   | nem ért célba |
| Rigoberto Urán     | Mezőnyverseny | nem ért célba   | nem ért célba |

Női
| Versenyző    | Versenyszám   | Idő              | Helyezés |
| ------------ | ------------- | ---------------- | -------- |
| Ana Sanabria | Mezőnyverseny | 4:01:29 (+10:02) | 40.      |

### Pálya-kerékpározás
Sprintversenyek
| Versenyző        | Versenyszám  | Selejtező | Selejtező | 1. forduló                      | Vigaszág                                              | Vigaszág | 2. forduló                 | Vigaszág                                   | Vigaszág | 9–12. helyért                                                               | 9–12. helyért | Negyeddöntő          | 5–8. helyért           | 5–8. helyért | Elődöntő             | Döntő                | Helyezés |
| Versenyző        | Versenyszám  | Idő       | Hely.     | Ellenfél Győztes idő            | Ellenfelek Győztes idő                                | Hely.    | Ellenfél Győztes idő       | Ellenfelek Győztes idő                     | Hely.    | Ellenfelek Győztes idő                                                      | Hely.         | Ellenfél Győztes idő | Ellenfelek Győztes idő | Hely.        | Ellenfél Győztes idő | Ellenfél Győztes idő | Helyezés |
| ---------------- | ------------ | --------- | --------- | ------------------------------- | ----------------------------------------------------- | -------- | -------------------------- | ------------------------------------------ | -------- | --------------------------------------------------------------------------- | ------------- | -------------------- | ---------------------- | ------------ | -------------------- | -------------------- | -------- |
| Fabián Puerta    | Férfi egyéni | 9,981     | 16.       | Matthew Glaetzer (AUS) · 10,299 | Rafał Sarnecki (POL) · François Pervis (FRA) · 10,272 | 1.       | Jason Kenny (GBR) · 10,369 | Xu Chao (CHN) · Sam Webster (NZL) · 10,753 | 3.       | Maximilian Levy (GER) · Jeffrey Hoogland (NED) · Sam Webster (NZL) · 10,275 | 2.            |                      |                        |              |                      |                      | 10.      |
| Santiago Ramírez | Férfi egyéni | 10,199    | 23.       | kiesett                         | kiesett                                               | kiesett  | kiesett                    | kiesett                                    | kiesett  | kiesett                                                                     | kiesett       | kiesett              | kiesett                | kiesett      | kiesett              | kiesett              | 23.      |
| Juliana Gaviria  | Női egyéni   | 11,505    | 24.       | kiesett                         | kiesett                                               | kiesett  | kiesett                    | kiesett                                    | kiesett  | kiesett                                                                     | kiesett       | kiesett              | kiesett                | kiesett      | kiesett              | kiesett              | 24.      |

Keirin
| Versenyző     | Versenyszám | 1. forduló | Vigaszág | 2. forduló    | 7–12. helyért | Döntő    | Helyezés |
| Versenyző     | Versenyszám | Helyezés   | Helyezés | Helyezés      | Helyezés      | Helyezés | Helyezés |
| ------------- | ----------- | ---------- | -------- | ------------- | ------------- | -------- | -------- |
| Fabián Puerta | Férfi       | 2.         | erőnyerő | 3.            |               | 5.       | 5.       |
| Martha Bayona | Női         | 3.         | 1.       | nem ért célba | 4.            |          | 10.      |

Omnium
| Versenyző        | Versenyszám | 15 km-es scratch | 15 km-es scratch | 4 km-es egyéni üldözőverseny | 4 km-es egyéni üldözőverseny | 4 km-es egyéni üldözőverseny | Kieséses verseny | Kieséses verseny | 1000 m-es időfutam | 1000 m-es időfutam | 1000 m-es időfutam | 250 méter repülő rajt | 250 méter repülő rajt | 250 méter repülő rajt | 30 km-es pontverseny | 30 km-es pontverseny | Összesítés | Összesítés |
| Versenyző        | Versenyszám | Pont             | Hely.            | Idő                          | Pont                         | Hely.                        | Pont             | Hely.            | Idő                | Pont               | Hely.              | Idő                   | Pont                  | Hely.                 | Pont                 | Hely.                | Pont       | Helyezés   |
| ---------------- | ----------- | ---------------- | ---------------- | ---------------------------- | ---------------------------- | ---------------------------- | ---------------- | ---------------- | ------------------ | ------------------ | ------------------ | --------------------- | --------------------- | --------------------- | -------------------- | -------------------- | ---------- | ---------- |
| Fernando Gaviria | Férfi       | 26               | 8.               | 4:26,649                     | 22                           | 10.                          | 36               | 3.               | 1:02,469           | 34                 | 4.                 | 13,273                | 22                    | 10.                   | 41                   | 1.                   | 181        | 4.         |

## Labdarúgás

### Férfi
| Kolumbiai férfi labdarúgócsapat-játékoskeret | Kolumbiai férfi labdarúgócsapat-játékoskeret |
| --- | --- |
| - Felipe Aguilar - Deivy Alexander Balanta - Kevin Balanta - Wílmar Barrios - Cristian Bonilla - Cristian Borja - Miguel Borja - Teófilo Gutiérrez* (c) - Jefferson Lerma | - Deiver Machado - Dorlan Pabón* - Helibelton Palacios - Sebastián Pérez Cardona - Harold Preciado - Andrés Felipe Roa - Arley Rodríguez - William Tesillo* |

* - túlkoros játékos

#### Eredmények
Csoportkör
B csoport
| Hely. | Csapat           | M | Gy | D | V | G+ | G– | Gk | P | Továbbjutás |
| ----- | ---------------- | - | -- | - | - | -- | -- | -- | - | ----------- |
| 1.    | Nigéria (NGR)    | 3 | 2  | 0 | 1 | 6  | 6  | 0  | 6 | Negyeddöntő |
| 2.    | Kolumbia (COL)   | 3 | 1  | 2 | 0 | 6  | 4  | +2 | 5 | Negyeddöntő |
| 3.    | Japán (JPN)      | 3 | 1  | 1 | 1 | 7  | 7  | 0  | 4 |             |
| 4.    | Svédország (SWE) | 3 | 0  | 1 | 2 | 2  | 4  | −2 | 1 |             |

| 2016. augusztus 4. 18:00 (0:00) |

| Svédország (SWE)        | 2–2               | Kolumbia (COL)                     |
| ----------------------- | ----------------- | ---------------------------------- |
| Ishak 43' Ajdarevic 62' | (1–1) Jegyzőkönyv | Gutiérrez 17' Pabón 75' (11-esből) |

| Arena da Amazônia, Manaus Nézőszám: 29 996 Játékvezető: Fahad Al-Mirdasi (Szaúd-arábiai) |

| 2016. augusztus 7. 21:00 (3:00) |

| Japán (JPN)               | 2–2               | Kolumbia (COL)                       |
| ------------------------- | ----------------- | ------------------------------------ |
| Aszano 67' Nakadzsima 74' | (0–0) Jegyzőkönyv | Gutiérrez 59' Fudzsiharu 65' (öngól) |

| Arena da Amazônia, Manaus Nézőszám: 26 603 Játékvezető: Szergej Karaszjov (orosz) |

| 2016. augusztus 10. 19:00 (0:00) |

| Kolumbia (COL)                    | 2–0               | Nigéria (NGR) |
| --------------------------------- | ----------------- | ------------- |
| Gutiérrez 4' Pabón 63' (11-esből) | (1–0) Jegyzőkönyv |               |

| Arena de São Paulo, São Paulo Nézőszám: 36 702 Játékvezető: César Arturo Ramos (mexikói) |

Negyeddöntő
| 2016. augusztus 13. 22:00 (3:00) |

| Brazília (BRA)      | 2–0               | Kolumbia (COL) |
| ------------------- | ----------------- | -------------- |
| Neymar 12' Luan 83' | (1–0) Jegyzőkönyv |                |

| Arena de São Paulo, São Paulo Nézőszám: 41 560 Játékvezető: Cüneyt Çakır (török) |

| Csapat         | Helyezés |
| -------------- | -------- |
| Kolumbia (COL) | 8.       |

### Női
| Kolumbiai női labdarúgócsapat-játékoskeret                                                                                               | Kolumbiai női labdarúgócsapat-játékoskeret                                                                                              |
| --- | --- |
| - Lady Andrade - Carolina Arias - Nataly Arias - Tatiana Ariza - Ángela Clavijo - Isabella Echeverri - Natalia Gaitán (c) - Diana Ospina | - Mildrey Pineda - Nicole Regnier - Liana Salazar - Leicy Santos - Sandra Sepúlveda - Catalina Usme - Oriánica Velásquez - Ingrid Vidal |

#### Eredmények
Csoportkör
G csoport
| Csapat                 | M | Gy | D | V | Rg | Kg | Gk | P |
| ---------------------- | - | -- | - | - | -- | -- | -- | - |
| Egyesült Államok (USA) | 3 | 2  | 1 | 0 | 5  | 2  | +3 | 7 |
| Franciaország (FRA)    | 3 | 2  | 0 | 1 | 7  | 1  | +6 | 6 |
| Új-Zéland (NZL)        | 3 | 1  | 0 | 2 | 1  | 5  | –4 | 3 |
| Kolumbia (COL)         | 3 | 0  | 1 | 2 | 2  | 7  | –5 | 1 |

| 2016. augusztus 3. 22:00 (3:00) |

| Franciaország (FRA)                                   | 4–0               | Kolumbia (COL) |
| ----------------------------------------------------- | ----------------- | -------------- |
| C. Arias 2' (öngól) Le Sommer 14' Abily 42' Majri 82' | (3–0) Jegyzőkönyv |                |

| Estádio Mineirão, Belo Horizonte Nézőszám: 6847 Játékvezető: Ri Hjangok (Ri Hyang-ok) (észak-koreai) |

| 2016. augusztus 6. 20:00 (1:00) |

| Kolumbia (COL) | 0–1               | Új-Zéland (NZL) |
| -------------- | ----------------- | --------------- |
|                | (0–1) Jegyzőkönyv | Hearn 31'       |

| Estádio Mineirão, Belo Horizonte Nézőszám: 8 505 Játékvezető: Gladys Lengwe (zambiai) |

| 2016. augusztus 9. 18:00 (0:00) |

| Kolumbia (COL)  | 2–2               | Egyesült Államok (USA) |
| --------------- | ----------------- | ---------------------- |
| C. Usme 26' 90' | (1–1) Jegyzőkönyv | Dunn 41' Pugh 59'      |

| Arena da Amazônia, Manaus Nézőszám: 30 557 Játékvezető: Teodora Albon (román) |

| Csapat         | Helyezés |
| -------------- | -------- |
| Kolumbia (COL) | 11.      |

## Lovaglás
Díjugratás
| Versenyző     | Ló           | Versenyszám | Selejtező | Selejtező | Selejtező | Selejtező | Selejtező | Selejtező | Selejtező | Selejtező | Döntő   | Döntő   | Döntő   | Végeredmény | Végeredmény |
| Versenyző     | Ló           | Versenyszám | 1. kör    | 1. kör    | 2. kör    | 2. kör    | 2. kör    | 3. kör    | 3. kör    | 3. kör    | 1. kör  | 1. kör  | 2. kör  | Végeredmény | Végeredmény |
| Versenyző     | Ló           | Versenyszám | Bünt.     | Hely.     | Bünt.     | Össz.     | Hely.     | Bünt.     | Össz.     | Hely.     | Bünt.   | Hely.   | Bünt.   | Bünt.       | Helyezés    |
| ------------- | ------------ | ----------- | --------- | --------- | --------- | --------- | --------- | --------- | --------- | --------- | ------- | ------- | ------- | ----------- | ----------- |
| Daniel Bluman | Apardi       | Egyéni      | 15        | 63.       | kiesett   | kiesett   | kiesett   | kiesett   | kiesett   | kiesett   | kiesett | kiesett | kiesett | kiesett     | kiesett     |
| René Lopez    | Con Dios III | Egyéni      | 8         | 53.       | 13        | 21        | 55.       | kiesett   | kiesett   | kiesett   | kiesett | kiesett | kiesett | kiesett     | kiesett     |

## Műugrás
Férfi
| Versenyző         | Versenyszám        | Selejtező | Selejtező | Elődöntő | Elődöntő | Döntő   | Döntő    |
| Versenyző         | Versenyszám        | Pont      | Helyezés  | Pont     | Helyezés | Pont    | Helyezés |
| ----------------- | ------------------ | --------- | --------- | -------- | -------- | ------- | -------- |
| Sebastián Morales | Egyéni műugrás     | 447,05    | 5.        | 406,55   | 11.      | 364,50  | 12.      |
| Víctor Ortega     | Egyéni toronyugrás | 386,85    | 20.       | kiesett  | kiesett  | kiesett | kiesett  |
| Sebastián Villa   | Egyéni toronyugrás | 350,40    | 25.       | kiesett  | kiesett  | kiesett | kiesett  |

Női
| Versenyző    | Versenyszám    | Selejtező | Selejtező | Elődöntő | Elődöntő | Döntő   | Döntő    |
| Versenyző    | Versenyszám    | Pont      | Helyezés  | Pont     | Helyezés | Pont    | Helyezés |
| ------------ | -------------- | --------- | --------- | -------- | -------- | ------- | -------- |
| Diana Pineda | Egyéni műugrás | 276,90    | 23.       | kiesett  | kiesett  | kiesett | kiesett  |

## Ökölvívás
Férfi
| Versenyző            | Versenyszám  | Selejtező                      | Nyolcaddöntő                    | Negyeddöntő                | Elődöntő                      | Döntő                         | Helyezés |
| Versenyző            | Versenyszám  | Ellenfél Eredmény              | Ellenfél Eredmény               | Ellenfél Eredmény          | Ellenfél Eredmény             | Ellenfél Eredmény             | Helyezés |
| -------------------- | ------------ | ------------------------------ | ------------------------------- | -------------------------- | ----------------------------- | ----------------------------- | -------- |
| Yuberjén Martínez    | Papírsúly    | Patrick Lourenço (BRA) · 3-0   | Rogen Ladon (PHI) · 3-0         | Samuel Carmona (ESP) · 2-1 | Joahnys Argilagos (CUB) · 2-1 | Hasanboy Dusmatov (UZB) · 0-3 |          |
| Ceiber Ávila         | Légsúly      | erőnyerő                       | Elías Emigdio (MEX) · 3-0       | Mihail Alojan (RUS) · 0-3  | kiesett                       | kiesett                       | 5.       |
| Jorge Vivas          | Középsúly    | Wilfred Seyi (CMR) · 1-2       | kiesett                         | kiesett                    | kiesett                       | kiesett                       | 16.      |
| Juan Carlos Carrillo | Félnehézsúly | Erkin Adylbek Uulu (KGZ) · 3-0 | Mathieu Bauderlique (FRA) · 0-3 | kiesett                    | kiesett                       | kiesett                       | 9.       |

Női
| Versenyző       | Versenyszám | Selejtező                    | Negyeddöntő                   | Elődöntő                     | Döntő             | Helyezés |
| Versenyző       | Versenyszám | Ellenfél Eredmény            | Ellenfél Eredmény             | Ellenfél Eredmény            | Ellenfél Eredmény | Helyezés |
| --------------- | ----------- | ---------------------------- | ----------------------------- | ---------------------------- | ----------------- | -------- |
| Ingrit Valencia | Légsúly     | Judith Mbougnade (CAF) · RSC | Peamwilai Laopeam (THA) · 3-0 | Sarah Ourahmoune (FRA) · 0-2 | kiesett           |          |

## Rögbi

### Női
| Kolumbiai női rögbi-játékoskeret                                                                           | Kolumbiai női rögbi-játékoskeret                                                                            |
| --- | --- |
| - Nicole Acevedo - Sharon Acevedo - Alejandra Betancur - Solangie Delgado - Laura González - Camila Lopera | - Guadalupe López - Nathalie Marchino - Khaterinne Medina - Ana Ramírez - Estefanía Ramírez - Isabel Romero |

#### Eredmények
Csoportkör
A csoport
| Csapat                 | M | Gy | D | V | P+  | P–  | Pk   | P |
| ---------------------- | - | -- | - | - | --- | --- | ---- | - |
| Ausztrália (AUS)       | 3 | 2  | 1 | 0 | 101 | 12  | +89  | 8 |
| Fidzsi-szigetek (FIJ)  | 3 | 2  | 0 | 1 | 48  | 43  | +5   | 7 |
| Egyesült Államok (USA) | 3 | 1  | 1 | 1 | 67  | 24  | +43  | 6 |
| Kolumbia (COL)         | 3 | 0  | 0 | 3 | 0   | 137 | –137 | 3 |

| 2016. augusztus 6. 13:30 (18:30) |                    | Ausztrália (AUS) | 53–0 | Kolumbia (COL) |  | Deodoro Stadion, Rio de Janeiro |
| 2016. augusztus 6. 13:30 (18:30) | (27–0) Jegyzőkönyv |                  |      |                |  | Deodoro Stadion, Rio de Janeiro |

| 2016. augusztus 6. 18:00 (23:00) |                    | Egyesült Államok (USA) | 48–0 | Kolumbia (COL) |  | Deodoro Stadion, Rio de Janeiro |
| 2016. augusztus 6. 18:00 (23:00) | (24–0) Jegyzőkönyv |                        |      |                |  | Deodoro Stadion, Rio de Janeiro |

| 2016. augusztus 7. 13:00 (18:00) |                    | Fidzsi-szigetek (FIJ) | 36–0 | Kolumbia (COL) |  | Deodoro Stadion, Rio de Janeiro |
| 2016. augusztus 7. 13:00 (18:00) | (24–0) Jegyzőkönyv |                       |      |                |  | Deodoro Stadion, Rio de Janeiro |

A 9–12. helyért
| 2016. augusztus 7. 16:00 (21:00) |                    | Brazília (BRA) | 24–0 | Kolumbia (COL) |  | Deodoro Stadion, Rio de Janeiro |
| 2016. augusztus 7. 16:00 (21:00) | (17–0) Jegyzőkönyv |                |      |                |  | Deodoro Stadion, Rio de Janeiro |

A 11. helyért
| 2016. augusztus 8. 12:30 (17:30) |                    | Kolumbia (COL) | 10–22 | Kenya (KEN) |  | Deodoro Stadion, Rio de Janeiro |
| 2016. augusztus 8. 12:30 (17:30) | (10–5) Jegyzőkönyv |                |       |             |  | Deodoro Stadion, Rio de Janeiro |

| Csapat         | Helyezés |
| -------------- | -------- |
| Kolumbia (COL) | 12.      |

## Sportlövészet
Férfi
| Versenyző   | Versenyszám | Selejtező | Selejtező | Elődöntő | Elődöntő | Döntő   | Döntő    |
| Versenyző   | Versenyszám | Pont      | Helyezés  | Pont     | Helyezés | Pont    | Helyezés |
| ----------- | ----------- | --------- | --------- | -------- | -------- | ------- | -------- |
| Danilo Caro | Trap        | 110       | 27.       | kiesett  | kiesett  | kiesett | kiesett  |

## Súlyemelés
Férfi
| Versenyző            | Versenyszám | Szakítás | Szakítás | Lökés    | Lökés    | Összesen | Helyezés |
| Versenyző            | Versenyszám | Eredmény | Helyezés | Eredmény | Helyezés | Összesen | Helyezés |
| -------------------- | ----------- | -------- | -------- | -------- | -------- | -------- | -------- |
| Habib de las Salas   | 56 kg       | 119      | 6.       | 147      | 8.       | 266      | 6.       |
| Óscar Figueroa       | 62 kg       | 142      | 1.       | 176      | 1.       | 318      |          |
| Edwin Mosquera       | 69 kg       | 140      | 12.      | 170      | 15.      | 310      | 15.      |
| Luis Javier Mosquera | 69 kg       | 155      | 4.       | 183      | 3.       | 338      |          |
| Andrés Caicedo       | 77 kg       | 155      | 6.       | 191      | 5.       | 346      | 6.       |

Női
| Versenyző        | Versenyszám | Szakítás | Szakítás | Lökés    | Lökés    | Összesen | Helyezés |
| Versenyző        | Versenyszám | Eredmény | Helyezés | Eredmény | Helyezés | Összesen | Helyezés |
| ---------------- | ----------- | -------- | -------- | -------- | -------- | -------- | -------- |
| Lina Rivas       | 58 kg       | 96       | 7.       | 120      | 6.       | 216      | 7.       |
| Mercedes Pérez   | 63 kg       | 104      | 5.       | 130      | 4.       | 234      | 4.       |
| Leydi Solís      | 69 kg       | 110      | 4.       | 143      | 4.       | 253      | 4.       |
| Ubaldina Valoyes | 75 kg       | 111      | 5.       | 136      | 4.       | 247      | 4.       |

## Szinkronúszás
| Versenyző                       | Versenyszám | Technikai gyakorlat | Technikai gyakorlat | Selejtező        | Selejtező        | Selejtező  | Selejtező  | Döntő            | Döntő            | Döntő      | Döntő      | Helyezés |
| Versenyző                       | Versenyszám | Technikai gyakorlat | Technikai gyakorlat | Szabad gyakorlat | Szabad gyakorlat | Összesítés | Összesítés | Szabad gyakorlat | Szabad gyakorlat | Összesítés | Összesítés | Helyezés |
| Versenyző                       | Versenyszám | Pont                | Hely.               | Pont             | Hely.            | Pont       | Hely.      | Pont             | Hely.            | Pont       | Hely.      | Helyezés |
| ------------------------------- | ----------- | ------------------- | ------------------- | ---------------- | ---------------- | ---------- | ---------- | ---------------- | ---------------- | ---------- | ---------- | -------- |
| Estefanía Álvarez Mónica Arango | Páros       | 80,3363             | 17.                 | 80,4667          | 17.              | 160,8030   | 16.        | kiesett          | kiesett          | kiesett    | kiesett    | 16.      |

## Taekwondo
Férfi
| Versenyző   | Versenyszám | Nyolcaddöntő              | Negyeddöntő       | Elődöntő          | Vigaszág elődöntő | Bronz- mérkőzés   | Döntő             | Helyezés |
| Versenyző   | Versenyszám | Ellenfél Eredmény         | Ellenfél Eredmény | Ellenfél Eredmény | Ellenfél Eredmény | Ellenfél Eredmény | Ellenfél Eredmény | Helyezés |
| ----------- | ----------- | ------------------------- | ----------------- | ----------------- | ----------------- | ----------------- | ----------------- | -------- |
| Óscar Muñoz | Légsúly     | Rui Bragança (POR) · 2-14 | kiesett           | kiesett           |                   |                   |                   | 11.      |

Női
| Versenyző    | Versenyszám | Nyolcaddöntő              | Negyeddöntő       | Elődöntő          | Vigaszág elődöntő | Bronz- mérkőzés   | Döntő             | Helyezés |
| Versenyző    | Versenyszám | Ellenfél Eredmény         | Ellenfél Eredmény | Ellenfél Eredmény | Ellenfél Eredmény | Ellenfél Eredmény | Ellenfél Eredmény | Helyezés |
| ------------ | ----------- | ------------------------- | ----------------- | ----------------- | ----------------- | ----------------- | ----------------- | -------- |
| Doris Patiño | Pehelysúly  | Hedaya Malak (EGY) · 0-13 | kiesett           | kiesett           |                   |                   |                   | 11.      |

## Tenisz
Férfi
| Versenyző                         | Versenyszám | 32-es főtábla                                                               | Nyolcaddöntő                                                       | Negyeddöntő       | Elődöntő          | Bronz- mérkőzés   | Döntő             | Helyezés |
| Versenyző                         | Versenyszám | Ellenfél Eredmény                                                           | Ellenfél Eredmény                                                  | Ellenfél Eredmény | Ellenfél Eredmény | Ellenfél Eredmény | Ellenfél Eredmény | Helyezés |
| --------------------------------- | ----------- | --------------------------------------------------------------------------- | ------------------------------------------------------------------ | ----------------- | ----------------- | ----------------- | ----------------- | -------- |
| Juan Sebastián Cabal Robert Farah | Páros       | Franciaország (FRA) · Pierre-Hugues Herbert · Nicolas Mahut · 7-6(7–4), 6-3 | Egyesült Államok (USA) · Steve Johnson · Jack Sock · 4-6, 6-7(1–7) | kiesett           | kiesett           | kiesett           | kiesett           | 9.       |

Női
| Versenyző            | Versenyszám | 64-es főtábla                     | 32-es főtábla     | Nyolcaddöntő      | Negyeddöntő       | Elődöntő          | Bronz- mérkőzés   | Döntő             | Helyezés |
| Versenyző            | Versenyszám | Ellenfél Eredmény                 | Ellenfél Eredmény | Ellenfél Eredmény | Ellenfél Eredmény | Ellenfél Eredmény | Ellenfél Eredmény | Ellenfél Eredmény | Helyezés |
| -------------------- | ----------- | --------------------------------- | ----------------- | ----------------- | ----------------- | ----------------- | ----------------- | ----------------- | -------- |
| Mariana Duque Mariño | Egyes       | Angelique Kerber (GER) · 3-6, 5-7 | kiesett           | kiesett           | kiesett           | kiesett           | kiesett           | kiesett           | 33.      |

## Torna
Férfi
| Versenyző      | Versenyszám      | Selejtező | Selejtező | Döntő    | Döntő    |
| Versenyző      | Versenyszám      | Pontszám  | Helyezés  | Pontszám | Helyezés |
| -------------- | ---------------- | --------- | --------- | -------- | -------- |
| Jossimar Calvo | Talaj            | 14,175    | 39.       | kiesett  | kiesett  |
| Jossimar Calvo | Korlát           | 15,400    | 13.       | kiesett  | kiesett  |
| Jossimar Calvo | Nyújtó           | 14,966    | 12.       | kiesett  | kiesett  |
| Jossimar Calvo | Gyűrű            | 14,166    | 39.       | kiesett  | kiesett  |
| Jossimar Calvo | Lólengés         | 15,033    | 12.       | kiesett  | kiesett  |
| Jossimar Calvo | Egyéni összetett | 87,506    | 13.       | 88,915   | 10.      |

Női
| Versenyző              | Versenyszám      | Selejtező | Selejtező | Döntő    | Döntő    |
| Versenyző              | Versenyszám      | Pontszám  | Helyezés  | Pontszám | Helyezés |
| ---------------------- | ---------------- | --------- | --------- | -------- | -------- |
| Catalina Elena Escobar | Talaj            | 3,700     | 82.       | kiesett  | kiesett  |
| Catalina Elena Escobar | Felemás korlát   | 13,058    | 61.       | kiesett  | kiesett  |
| Catalina Elena Escobar | Gerenda          | 10,200    | 82.       | kiesett  | kiesett  |
| Catalina Elena Escobar | Egyéni összetett | feladta   | feladta   | kiesett  | kiesett  |

## Úszás
Férfi
| Versenyző      | Versenyszám    | Előfutam | Előfutam | Előfutam | Elődöntő | Elődöntő | Elődöntő | Döntő   | Döntő    |
| Versenyző      | Versenyszám    | Idő      | Hely.    | Össz.    | Idő      | Hely.    | Össz.    | Idő     | Helyezés |
| -------------- | -------------- | -------- | -------- | -------- | -------- | -------- | -------- | ------- | -------- |
| Omar Pinzón    | 200 m hát      | 1:59,69  | 6.*      | 22.*     | kiesett  | kiesett  | kiesett  | kiesett | kiesett  |
| Jorge Murillo  | 100 m mell     | 59,93    | 1.       | 14.      | 1:00,81  | 8.       | 16.      | kiesett | kiesett  |
| Jorge Murillo  | 200 m mell     | 2:12,81  | 4.       | 28.      | kiesett  | kiesett  | kiesett  | kiesett | kiesett  |
| Jonathan Gómez | 200 m pillangó | 1:56,65  | 5.       | 15.      | 1:57,47  | 8.       | 15.      | kiesett | kiesett  |

Női
| Versenyző       | Versenyszám | Előfutam | Előfutam | Előfutam | Elődöntő | Elődöntő | Elődöntő | Döntő   | Döntő    |
| Versenyző       | Versenyszám | Idő      | Hely.    | Össz.    | Idő      | Hely.    | Össz.    | Idő     | Helyezés |
| --------------- | ----------- | -------- | -------- | -------- | -------- | -------- | -------- | ------- | -------- |
| Isabella Arcila | 50 m gyors  | 25,35    | 4.       | 30.      | kiesett  | kiesett  | kiesett  | kiesett | kiesett  |

* - egy másik versenyzővel azonos időt ért el

## Vitorlázás
Férfi
| Versenyző       | Versenyszám     | Futam | Futam | Futam | Futam | Futam | Futam | Futam | Futam | Futam | Futam | Futam | Futam | Futam   | Pontszám | Helyezés |
| Versenyző       | Versenyszám     | 1     | 2     | 3     | 4     | 5     | 6     | 7     | 8     | 9     | 10    | 11    | 12    | É       | Pontszám | Helyezés |
| --------------- | --------------- | ----- | ----- | ----- | ----- | ----- | ----- | ----- | ----- | ----- | ----- | ----- | ----- | ------- | -------- | -------- |
| Santiago Grillo | Szörfvitorlázás | 29    | 24    | 24    | 32    | (37)  | 24    | 28    | 23    | 14    | 29    | 35    | 37    | kiesett | 299      | 30.      |

## Vívás
Férfi
| Versenyző             | Versenyszám       | Selejtező                        | 32-es főtábla          | Nyolcaddöntő      | Negyeddöntő       | Elődöntő          | Bronz- mérkőzés   | Döntő             | Helyezés |
| Versenyző             | Versenyszám       | Ellenfél Eredmény                | Ellenfél Eredmény      | Ellenfél Eredmény | Ellenfél Eredmény | Ellenfél Eredmény | Ellenfél Eredmény | Ellenfél Eredmény | Helyezés |
| --------------------- | ----------------- | -------------------------------- | ---------------------- | ----------------- | ----------------- | ----------------- | ----------------- | ----------------- | -------- |
| John Édison Rodríguez | Párbajtőr, egyéni | Dmitro Karjucsenko (UKR) · 15-13 | Imre Géza (HUN) · 8-15 | kiesett           | kiesett           | kiesett           | kiesett           | kiesett           | 29.      |

Női
| Versenyző        | Versenyszám | Selejtező         | 32-es főtábla              | Nyolcaddöntő      | Negyeddöntő       | Elődöntő          | Bronz- mérkőzés   | Döntő             | Helyezés |
| Versenyző        | Versenyszám | Ellenfél Eredmény | Ellenfél Eredmény          | Ellenfél Eredmény | Ellenfél Eredmény | Ellenfél Eredmény | Ellenfél Eredmény | Ellenfél Eredmény | Helyezés |
| ---------------- | ----------- | ----------------- | -------------------------- | ----------------- | ----------------- | ----------------- | ----------------- | ----------------- | -------- |
| Saskia van Erven | Tőr, egyéni | erőnyerő          | Mohamed Aida (HUN) · 12-15 | kiesett           | kiesett           | kiesett           | kiesett           | kiesett           | 21.      |